# Hans Albert Kluthe
Hans Albert Kluthe (* 15. Juli 1904 in Schwelm; † 13. Dezember 1970 in Eschwege) war ein deutscher Journalist und Verleger.

## Leben
Kluthe, Sohn eines Textilfabrikanten, besuchte das Realgymnasium in Schwelm und studierte von 1923 bis 1928 Rechts- und Staatswissenschaften an den Universitäten München, Berlin und Köln. Kluthe betätigte sich als freier Mitarbeiter liberaler Zeitungen und Zeitschriften, u. a. schrieb er als Hochschulberichterstatter der Vossischen Zeitung. Von 1928 bis 1934 arbeitete er in der Rechtsabteilung des Reichsbundes der Wirtschaftsleiter. Seine Absicht, die Chefredaktion des Verbandsorgans und die Leitung der sozial-politischen Abteilung dieser Institution zu übernehmen, scheiterte in der Zeit des Nationalsozialismus. Danach war Kluthe noch zwei Jahre als Bezirksgeschäftsführer der Hanseatischen Versicherungsgesellschaft tätig, flüchtete aber im Oktober 1936 nach England. Dort war er als Sprachlehrer und freier Journalist für verschiedene Tageszeitungen tätig. Er gab zusammen mit Karl Spiecker die Schrift Das wahre Deutschland heraus.
Nach Ende des Zweiten Weltkriegs gab Kluthe die Zeitschrift Ausblick heraus, die später in Deutschland unter dem Titel Neue Auslese erschien. 1947 übernahm er das Eschweger Tageblatt, das kurz danach unter dem neuen Titel Werra-Rundschau erschien. Er war Mitinhaber des Frankfurter Societätsdruckerei, die u. a. die Frankfurter Allgemeine Zeitung druckte. Kluthe engagierte sich verbandspolitisch als Präsident des Verbandes Deutscher Zeitschriftenverleger und des Internationalen Presseinstituts sowie Mitglied des Deutschen Presserats. Er gehörte von 1958 bis 1970 dem Kuratorium der Friedrich-Naumann-Stiftung an.

## Politik
Zur Zeit der Weimarer Republik gehörte Kluthe der Reichsleitung des Reichsbundes Demokratischer Studenten und des Reichsbundes der Jungdemokraten sowie dem Kartell republikanischer Studenten Deutschlands und Deutsch-Österreichs an. Ferner war er Mitglied des Reichsparteiausschusses und des Vorstandes des Wahlverbandes Köln-Aachen der Deutschen Demokratischen Partei, die 1930 in Deutsche Staatspartei umbenannt wurde. Bis 1933 war er auch Vorstandsmitglied der Jungliberalen Internationalen. Kluthe war Vizepräsident der Liberalen Weltunion und Ehrenvorsitzender der deutschen Sektion der Liberalen Weltunion.
Unterlagen über Kluthes Tätigkeit liegen im Archiv des Liberalismus der Friedrich-Naumann-Stiftung für die Freiheit in Gummersbach.

## Auszeichnungen
1959 erhielt er das Große Bundesverdienstkreuz, 1964 wurde er Ritter der französischen Ehrenlegion. 1969 wurde ihm die Fuggermedaille verliehen.